# 기미쓰시
기미쓰시(일본어: 君津市)는 일본 지바현 남부에 위치하고 일본제철 기미쓰 제철소로 알려진 시이다. 1960년대 기미쓰 제철소의 가동과 동시에 회사 관계자들의 전입으로 인구가 급격하게 증가했지만 "버블 붕괴"에 의한 불황으로 증가세가 멈추었고 현재는 감소하는 추세이다. 현재 아쿠아 라인 고속버스망의 발전에 따라 도쿄역, 하네다 공항으로의 접근성이 좋아져 향후 새로운 주택 지역으로서의 기능도 기대된다.

## 지리
지바현 남부 보소반도의 거의 중앙에 위치하고, 북서부는 도쿄만과 접한다. 시역은 내륙부를 향해 넓어지는 것이 특징으로 면적은 지바현 내에서 이치하라시에 이어 2위이다. 도쿄만 연안은 일본제철을 중심으로 하는 중공업 지역이며 시가지도 기미쓰역을 중심으로 연안부에 집중되어 있다. 또 내륙의 구루리 지역은 구 시가지이고 JR 구루리선이 통과한다.

## 역사
- 1970년 9월 28일 - 기미쓰군 기미쓰정을 포함한 3정 2촌의 합병으로 기미쓰정이 탄생하였다.
- 1971년 9월 1일 - 기미쓰시로 승격하였다.

## 교통

### 철도
- 동일본 여객철도
  - 우치보선
    - (← 기사라즈시) - 기미쓰역 - (→ 훗쓰시)

  - 구루리선
    - (← 기사라즈시) - 시모고리역 - 오비쓰역 - 다와라다역 - 구루리역 - 히라야마역 - 가즈사마쓰오카역 - 가즈사카메야마역

기미쓰역은 도쿄역 방면으로 직결 운행하는 특급 《사자나미》호가 정차하는 역이며, 도쿄 방면으로 직결 운행하는 대부분의 쾌속열차가 시종착하는 곳이다.

### 도로
- 다테야마 자동차도
- 국도 16호선
- 국도 127호선
- 국도 410호선
- 국도 465호선

## 인구
| 연도 | 인구   | ±%     |
| ---- | ------ | ------ |
| 1950 | 49,302 | —      |
| 1960 | 44,943 | −8.8%  |
| 1970 | 70,440 | +56.7% |
| 1980 | 77,286 | +9.7%  |
| 1990 | 89,243 | +15.5% |
| 2000 | 92,076 | +3.2%  |
| 2010 | 89,166 | −3.2%  |

## 기후
| 기미쓰시의 기후                                              | 기미쓰시의 기후 | 기미쓰시의 기후 | 기미쓰시의 기후 | 기미쓰시의 기후 | 기미쓰시의 기후 | 기미쓰시의 기후 | 기미쓰시의 기후 | 기미쓰시의 기후 | 기미쓰시의 기후 | 기미쓰시의 기후 | 기미쓰시의 기후 | 기미쓰시의 기후 | 기미쓰시의 기후 |
| 월                                                           | 1월             | 2월             | 3월             | 4월             | 5월             | 6월             | 7월             | 8월             | 9월             | 10월            | 11월            | 12월            | 연간            |
| ------------------------------------------------------------ | --------------- | --------------- | --------------- | --------------- | --------------- | --------------- | --------------- | --------------- | --------------- | --------------- | --------------- | --------------- | --------------- |
| 역대 최고 기온 °C (°F)                                       | 20.0 (68.0)     | 23.6 (74.5)     | 25.1 (77.2)     | 27.5 (81.5)     | 32.6 (90.7)     | 33.1 (91.6)     | 37.0 (98.6)     | 36.6 (97.9)     | 34.5 (94.1)     | 31.7 (89.1)     | 24.5 (76.1)     | 22.7 (72.9)     | 37.0 (98.6)     |
| 일평균 최고 기온 °C (°F)                                     | 9.6 (49.3)      | 10.3 (50.5)     | 13.3 (55.9)     | 18.0 (64.4)     | 22.2 (72.0)     | 24.7 (76.5)     | 28.7 (83.7)     | 30.1 (86.2)     | 26.5 (79.7)     | 21.3 (70.3)     | 16.6 (61.9)     | 12.0 (53.6)     | 19.4 (67.0)     |
| 일일 평균 기온 °C (°F)                                       | 3.5 (38.3)      | 4.4 (39.9)      | 7.8 (46.0)      | 12.6 (54.7)     | 17.0 (62.6)     | 20.2 (68.4)     | 24.2 (75.6)     | 25.3 (77.5)     | 21.9 (71.4)     | 16.3 (61.3)     | 11.0 (51.8)     | 6.0 (42.8)      | 14.2 (57.5)     |
| 일평균 최저 기온 °C (°F)                                     | −1.7 (28.9)     | −1.1 (30.0)     | 2.2 (36.0)      | 7.0 (44.6)      | 12.0 (53.6)     | 16.4 (61.5)     | 20.7 (69.3)     | 21.7 (71.1)     | 18.2 (64.8)     | 12.3 (54.1)     | 6.2 (43.2)      | 0.8 (33.4)      | 9.6 (49.2)      |
| 역대 최저 기온 °C (°F)                                       | −9.8 (14.4)     | −9.6 (14.7)     | −6.2 (20.8)     | −3.2 (26.2)     | 1.6 (34.9)      | 5.6 (42.1)      | 10.5 (50.9)     | 13.6 (56.5)     | 7.0 (44.6)      | 1.1 (34.0)      | −2.5 (27.5)     | −7.6 (18.3)     | −9.8 (14.4)     |
| 평균 강수량 mm (인치)                                        | 104.5 (4.11)    | 89.1 (3.51)     | 187.5 (7.38)    | 176.1 (6.93)    | 176.3 (6.94)    | 208.9 (8.22)    | 180.5 (7.11)    | 121.8 (4.80)    | 252.0 (9.92)    | 299.7 (11.80)   | 145.2 (5.72)    | 96.4 (3.80)     | 2,046.5 (80.57) |
| 평균 강수일수 (≥ 1.0 mm)                                     | 6.9             | 7.3             | 11.9            | 11.8            | 11.0            | 12.4            | 10.6            | 7.7             | 12.0            | 12.4            | 10.0            | 7.4             | 121.4           |
| 평균 월간 일조시간                                           | 174.8           | 152.8           | 163.3           | 170.6           | 176.9           | 125.7           | 167.0           | 198.2           | 130.1           | 124.9           | 139.4           | 155.7           | 1,876.2         |
| 출처: 일본 기상청 (평년값: 1991년~2020년, 극값: 1978년~현재) |                 |                 |                 |                 |                 |                 |                 |                 |                 |                 |                 |                 |                 |